# Жуков Валерій Павлович
Валерій Павлович Жуков (рос. Валерий Павлович Жуков; 8 лютого 1988, м. Горький, СРСР) — російський хокеїст, захисник. Виступає за «Кубань» (Краснодар) у Вищій хокейній лізі.
Вихованець хокейної школи «Торпедо» (Нижній Новгород). Виступав за «Торпедо-2» (Нижній Новгород), ХК «Саров», «Торпедо» (Нижній Новгород), «Чайка» (Нижній Новгород).
У складі юніорської збірної Росії учасник чемпіонату світу 2006.